# Convergent Technologies
Die Firma Convergent Technologies wurde von einer kleinen Gruppe ehemaliger Intel-Mitarbeiter im Jahr 1979 gegründet und machte sich in den 80er Jahren einen Namen als Hersteller von Computersystemen im Client-Server-Umfeld.
Das erste Produkt war das IWS-System (Integrated Workstation), das auf dem Intel 8086-Prozessor basierte. Als Betriebssystem wurde eine Eigenentwicklung namens CTOS implementiert. Später wurde mit den "MiniFrame"- bzw. "MightyFrame"-Systemen auf Prozessoren der Firma Motorola (68010, 68020 und 68040) umgestellt, wobei ein Unix-ähnliches Betriebssystem namens CTIX zum Einsatz kam.
Convergent entwickelte auch das erste OEM-Unix-Produkt für AT&T auf dem Motorola 68010 und integrierte einige Features in das Intel AT&T-Unix (SVR3.2):
- Stream-basierende I/O-Operationen
- Support für Internationalisierung (Mehrsprachigkeit)

Convergent Technologies wurde 1988 von Unisys aufgekauft und als "Business Division" in das Unternehmen eingegliedert.